# (175730) Gramastetten
(175730) Gramastetten est un astéroïde de la ceinture principale.

## Description
(175730) Gramastetten est un astéroïde de la ceinture principale. Il fut découvert le 18 février 1998 à Linz par l'observatoire privé Meyer-Obermair. Il présente une orbite caractérisée par un demi-grand axe de 2,19 UA, une excentricité de 0,07 et une inclinaison de 1,2° par rapport à l'écliptique.